# Сонце (Ульяновська область)
Сонце (рос. Солнце) — селище в Цильнинському районі Ульяновської області Російської Федерації.
Населення становить 133 особи. Входить до складу муніципального утворення Большенагаткинське сільське поселення.

## Історія
Від 2004 року входить до складу муніципального утворення Большенагаткинське сільське поселення.

## Населення
| 2010 |
| ---- |
| 133  |